# Martim Afonso de Sousa, o Cavalheiro da Casa Real
Martim Afonso de Sousa (nascido em data desconhecida – falecido antes de 1 de maio de 1455), legitimado por carta real de 22 de janeiro de 1405, sucedeu seu pai como 5.º Senhor da Torre e Couto de Santo Estêvão.
Era tetraneto, em linha masculina ilegítima, do rei D. Afonso III de Portugal.
Esteve na tomada de Ceuta como capitão de um galeão do Porto.
Era cavaleiro da Casa do conde de Barcelos (futuro 1º duque de Bragança) quando foi nomeado vedor das Obras de Trás-os-Montes. Era membro da Casa Real e do Conselho de D. Afonso V quando este rei lhe deu, a 23 de abril de 1450, um padrão de 20 mil réis de juro.
Herdou a torre de Stº Estêvão, onde também viveu. Em 1448 morava em Santa Maria com sua mulher Violante Lopes de Távora quando o filho de ambos Pedro de Sousa tirou ordens menores em Braga.

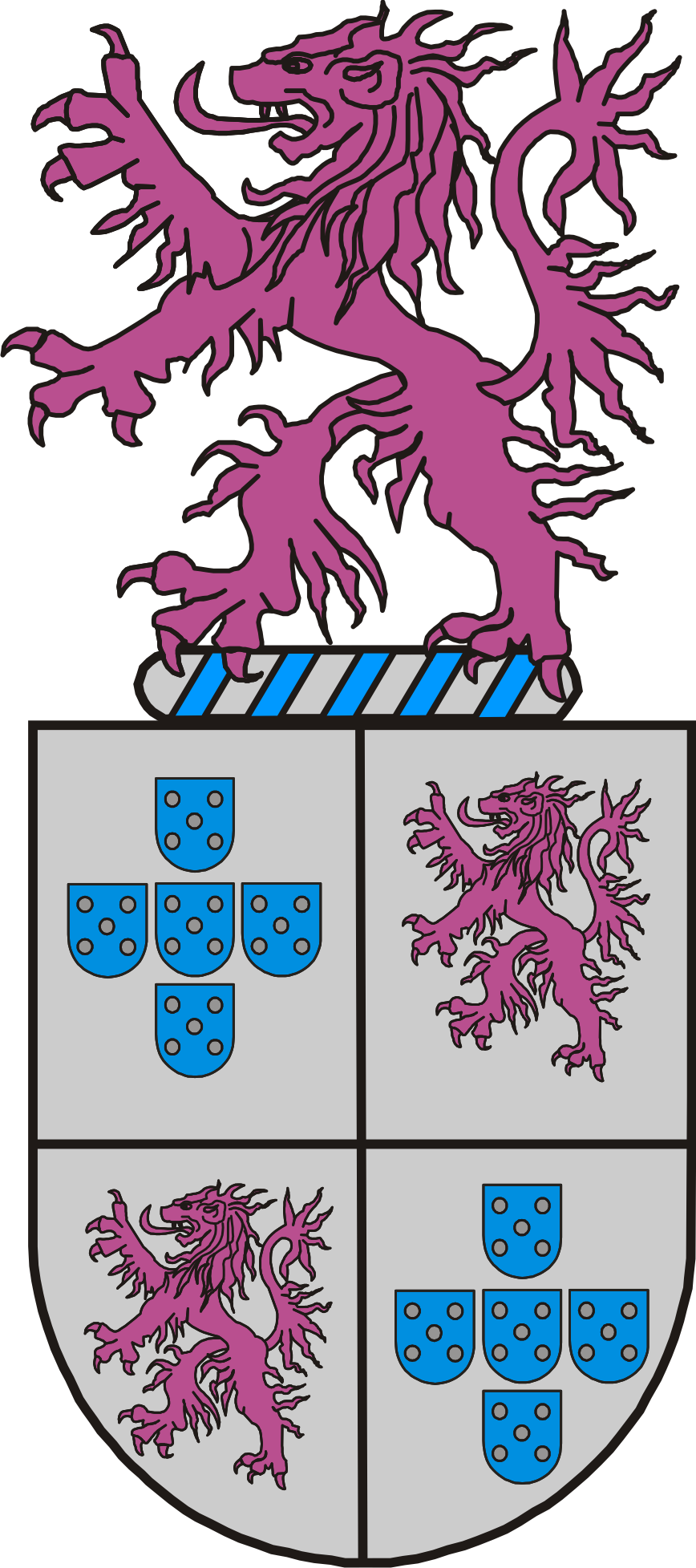
Brasão da Família Souza-Prado

## Relações familiares
Filho ilegitimo de Martim Afonso de Sousa, senhor de Mortágua (nascido c. 1343 – falecido entre 1405 e 1415) com  D. Aldonça Rodrigues de Sá, foi legitimado em 1405. Casou-se com Violante Lopes de Távora, filha dos senhores de Mogadouro, e com ela teve:
- Fernão de Sousa (c. 1421 – c. 1500), o primogênito, sucessor na torre de Stº Estêvão, 1.º senhor de Gouveia em 18.08.1473 e senhor da honra de Barbosa;[1]  casou com D. Mécia de Castro de Ataíde,[4] com geração, que continuaria nos senhores de Gouveia, depois condes de Redondo, nos senhores de Ferreiros de Tendais, nos senhores, depois condes de Castro Daire, nos senhores das honras de Barbosa e Ataíde[5] etc.
- Pedro de Sousa, 1.º Senhor de Prado (c. 1425 – antes de 07.08.1512), senhorio que recebeu em 15.08.1475; casou com Maria Pinheiro.[6]  Este casal teria ilustre descendência, nomeadamente seus netos Martim Afonso de Sousa, capitão da armada do Brasil e governador da Índia, Tomé de Sousa, 1.º governador do Brasil e D. António de Ataíde, 1.º Conde da Castanheira.[7]
- Rui de Sousa, fidalgo do Conselho e senhor de Sagres e Beringel no ano de 1477; foi pai do 1.º Conde do Prado.
- Vasco Martins de Sousa, que casou com Isabel Osório, "castelhana de nobre ascendência" (segundo relata D. António Caetano de Sousa); com geração.
- João de Sousa, casado com D. Branca de Ataíde, filha de João Gonçalves de Ataíde, camareiro do infante D. Pedro e neta paterna do senhor do morgado de Gaião; com geração.
- D. Brites de Sousa, que teve descendência da sua "amizade, e com palavra de casamento",[8] com D. Afonso, 1.º Marquês de Valença.

## Títulos
- Cavaleiro da Casa Real
- 5.º Senhor da Torre de Santo Estêvão
- Senhor de Couto de Santo Estevão